# 薬用紫電改
薬用紫電改（やくようしでんかい）はカネボウ化粧品が販売する育毛剤。
第2次世界大戦末期の日本の戦闘機紫電改にその名を由来する。育毛剤としてはロングセラーの部類に属する商品である。

## 概要
漢方薬のセンブリなどのエキスを配合し、頭皮の血行を良くすることを重視している。
紫電改を頭皮につけた後、頭皮刺激用のブラシ「シデンブラシ」を使用して頭皮をたたくという使用法を推奨している。

## 略史
1960年、山城製薬株式会社より発毛剤「シデン（紫電改）」の名前で発売される。1983年に「薬用紫電改」と名称を変更。2000年に男性ホルモンを抑える働きをするというオイゲニルグルコシドを加えた「薬用紫電改Z」が発売される。

## CM出演者
- 杉浦直樹